# Gheorghe Ghițescu
Gheorghe Ghițescu (n. 1915, Lehliu Gară, România – d. 1978, Târgu Neamț, Neamț, România) a fost un doctor în medicină cu specializarea cardiologie, licențiat în filosofie și în arte plastice. A fost nepotul după mamă al pictorului Nicolae Grigorescu, cel mai mic dintre cei trei copii ai lui Tudor Ghițescu și ai Luciei Grigorescu. Absolvent al Academiei de Arte Frumoase și al Facultății de Filosofie, Doctor în medicină. Profesor de Anatomie Artistică la Institutul de Arte Plastice „Nicolae Grigorescu”, București (1945-1978). Decan al Facultății de Arte Decorative (1952 1954). Șef de catedră al disciplinelor tehnico teoretice (1964 1973). Fondator al Școlii Românești de Anatomie și Antropologie Artistică.

## Viața și opera
În primii ani ai copilăriei, Gheorghe Ghițescu a locuit împreună cu familia, în Slobozia. Pentru desăvârșirea educației copiilor, familia Tudor Ghițescu s-a mutat la Buzău, unde cei trei frați au absolvit studiile gimnaziale, apoi în Blaj, unde aceștia au încheiat cu magna cum laude liceul catolic. După terminarea liceului, familia s-a stabilit la București, pentru a le oferi copiilor oportunitatea realizării unei cariere universitare.
Slobozia și universul Bărăganului pot fi considerate prima treaptă în „panteonul devenirii” lui Gheorghe Ghițescu, iar Târgul Buzăului, orașul instrucției sale artistice și al completării educației familiale, o etapă superioară. Urmează orașul Blaj, simbol cultural și istoric al României postbelice, care va reprezenta pentru Gheorghe Ghițescu universul devenirii sale muzicale și spirituale iar Bucureștiul, spațiul desăvârșirii sale academice.

## Licențiat al Academiei de Arte Frumoase și al Facultății de Filosofie
Student al Academiei de Arte Frumoase din 1932, clasa maestrului Camil Ressu și atras fiind de admirația pentru Tudor Vianu, s-a înscris și la Facultatea de Filosofie și Litere, secția Estetică – Istoria Artelor, pe care a frecventat-o, concomitent cu Academia de Arte Frumoase.
Printre marii dascăli pe care i-a avut în timpul studenției se numără: Camil Ressu, Frederic Storck, Oscar Han, George Oprescu, Alexandru Tzigara-Samurcaș, Francisc Iosif Rainer, Tudor Vianu. De asemenea, întâlnirile și prietenia cu poetul Tudor Arghezi, pe care îl menționează cu venerație, ocupă un loc special în parcursul devenirii sale spirituale.

## Licențiat al Facultății de Medicină
Ulterior, Gheorghe Ghițescu a absolvit Facultatea de Medicină, obținând titlul de doctor în cardiologie. A parcurs această instituție împreună cu viitoarea sa soție, dr. Iulia Aurora Ghițescu - Istrati, sora pictorului Alexandru Istrati, colegul și prietenul său nedespărțit din anii studenției la Academia de Arte Frumoase. 
Printre profesorii iluștri ai Facultații de Medicină, care l-au ajutat să descifreze tainele anatomiei umane, îi menționează pe George Emil Palade, Ernest Juvara și Francisc Iosif Rainer. 
Dar Gheorghe Ghițescu nu a fost însă atras de patologia anatomiei, ci de dimensiunea sa estetică, de arta anatomiei și de anatomia în artă. Bolnavul nu a reprezentat pentru el decât o substanță biologică efemeră, măcinată de suferință și urâțenie, în timp ce dimensiunea artistică a anatomiei va rămâne un simbol al permanenței.
Gheorghe Ghițescu se reîntoarce, deci, către arta pe care a ales să o trăiască, într-un mod particular, ca profesor de anatomie artistică. De data aceasta, destinul îi rezervă locul pe care și-l dorise și care avea să-i asocieze numele cu cea mai valoroasă operă a sa, Anatomia Artistică.   

## Întemeietorul Catedrei de Anatomie Artistică

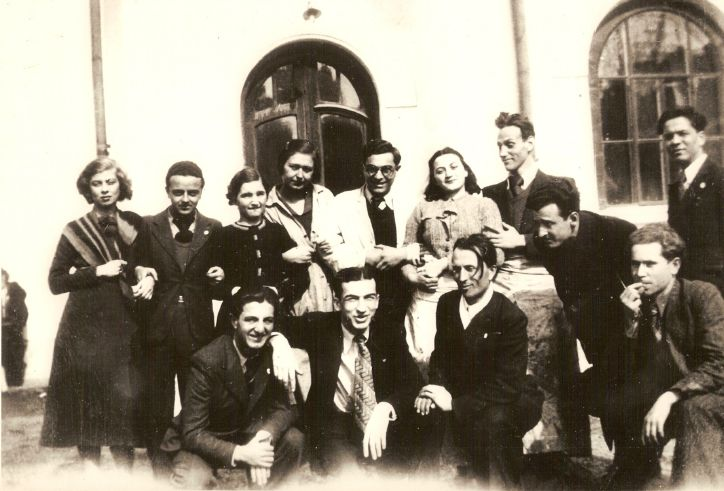
Gheorghe Ghițescu între studenții de la UNARTE București

În 1943,  a câștigat concursul pentru Catredra de Anatomie Artistică, cu felicitări din partea pictorului Eustațiu Stoenescu, rectorul de atunci al Academiei de Arte Frumoase, post pe care avea să-l ocupe doi ani mai târziu.

## Licențiat al Școlii de Pictură Monumentală
În 1952, după aproape 10 ani de studiu și cercetare în noul domeniu pe care îl fundamentase, cel al Anatomiei Artistice, Gheorghe Ghițescu devine licențiat al Școlii de Pictură Monumentală, ocupând postul de decan al Facultății de Arte Decorative, până în 1954. 

## Șef al Catedrei de Discipline Tehnico-Teoretice și colaborator al revistei „Arta”
În 1964 este numit șef de catedră la Disciplinele Tehnico-Teoretice, funcție pe care o ocupă până în 1973. Din 1965 devine și colaborator al revistei „Arta”, unde publică numeroase eseuri de critică și estetică. În același timp, continuă cercetările în domeniul anatomiei și al antropologiei artistice, materializate atât în viitoarele lucrări, cât și în cursurile practice cu studenții. Pentru a crea suportul necesar acestor activități, ca și pentru activitățile de cercetare, Gheorghe Ghițescu înființează Laboratorul de Anatomie Artistică, dotat cu material didactic, cu o bibliotecă proprie și cu un laborator fotografic. Acest spațiu fizic a constituit simbolul nașterii unui nou domeniu, acel al anatomiei artistice, disciplină ce se va desparți definitiv de învățământul medical.

## Profesor la Caterdra de Anatomie Artistică
Timp de 35 de ani este profesorul cel mai iubit, admirat și respectat atât de studenți, cât și de colegi. Printre elevii săi au figurat nume importante ale artei romanesti ca: Traian Brădean, Henry Mavrodin, Marin Gherasim, Sorin Ilfoveanu, Vasile Gorduz, Silvia Radu, Mihai Ecobici. Erudiția și harul i-au adus aprecieri chiar și în perioada comunismului, domeniul său rămânănd nealterat în vremurile tulburi ale României postbelice.

## Distincții
- Ordinul Muncii clasa a II-a (28 iunie 1965) „pentru activitate îndelungată și merite deosebite în dezvoltarea învățămîntului superior artistic”[1]
- Ordinul „Meritul Cultural” clasa a III-a (1968) „pentru activitate deosebită în domeniul artelor plastice”[2]

## Lucrări publicate
- Anatomie Artistică (vol. I: „Construcția corpului”; vol. II " „Formele corpului în repaus și mișcare”; vol. III „Stilurile corporale și expresia”), în colaborare cu Traian Brădean, Editura Meridiane, București 1963-1965; reeditată la Editura, Atelier 2000, Galați, 2000, și la Editura Polirom, Iași, 2010, 2011;
- Permanențele Artei -  Editura Meridiane, București, 1976;

- Antropologie Artistică - (2 vol., 1979-1981), în colaborare cu Mihai Ecobici, Editura Didactică și Pedagogică, București,1978;
- Leonardo da Vinci și Civilizația în Imagini, (publicată postum sub îngrijirea soției, doctor Iulia Aurora Ghițescu - Istrati), Editura Albatros, București. 1986;